# 岡本広美
岡本 広美（おかもと ひろみ、1956年〈昭和31年〉7月25日 - ）は、神奈川県横浜市出身 の元女優。

## 人物・来歴
- 本名・柳下千佳[3]
- 旧芸名は岡本ひろみ[2]
- 実家は寺院[1]。
- 昭和女子大学短期大学部卒業[2]。学生時代からモデルの仕事をしていた[2]。
- 本格デビュー作となった東宝映画「俺の空」（1977年）[2] 以降、1970年代から1990年代にかけてテレビドラマを中心に活躍した。
- 木下プロダクション制作のドラマや畑嶺明脚本のドラマに出演することが多かった。
- なお、NHK教育テレビの教養番組「さわやか3組」のレギュラー出演者であった「岡本広美」は、本人とは全くの別人の女優（→現芸名・杉山みどり）である。
- かつては、スカイコーポレーション[1] → 落合事務所 に所属していた。

## 主な出演作品

### テレビドラマ
- 太陽にほえろ! 第218回「殿下とスコッチ」（1976年9月17日、日本テレビ）
- サーカス（1977年10月27日、NHK・ドラマ人間模様）
- 特捜最前線（テレビ朝日）
  - 第41回「シクラメンは見ていた!」（1978年1月11日）
  - 第149回「女たちの殺人遊戯!」（1980年2月13日）
  - 第189回「犯罪紳士録に載っている男!」（1980年12月10日）
- 大都会 PARTII 第44回「殺人捜査」（1978年1月31日、日本テレビ）
- 大追跡 第23回「殺人刑事ウォンテッド」（1978年、日本テレビ）
- 柳生一族の陰謀（1978年10月3日〜1979年6月26日、関西テレビ）
- ゆうひが丘の総理大臣（1978年10月11日〜1979年10月10日、日本テレビ）
- 桃太郎侍 第117回「男も惚れる千両役者」（1979年1月14日、日本テレビ）
- 白銀の死闘・鮮血のシュプール（1979年3月10日、テレビ朝日・土曜ワイド劇場）
- 探偵物語 第27回「ダウンタウン・ブルース」（1980年4月1日、日本テレビ） - 久美
- 極秘指令!F作戦を遂行せよ!（1980年4月10日、日本テレビ・木曜スペシャル）
- 西部警察 第33回「聖者の行進」（1980年5月25日、テレビ朝日） - 根本マリ
- 鬼平犯科帳 (萬屋錦之介)（1980年、東宝 / ANB） - 日野屋後内助
- 噂の刑事トミーとマツ 第49回「トミマツもん絶! 花嫁が消えた」（1980年11月12日、TBS）- 剣崎の情婦
- 玉ねぎむいたら… 第13回「罠にかかった小浪」セールスの女性（1981年4月3日〜11月6日、TBS）
- 森繁久彌のおやじは熟年（1981年3月19日〜7月30日、テレビ朝日・ゴールデン劇場）
- 吉宗評判記 暴れん坊将軍(1)　第157回「呪われた千両箱」（1981年4月25日、テレビ朝日）
- プロハンター　第14回「殺しは別れの挨拶」（1981年7月7日）
- 想い出づくり。（1981年9月18日〜12月25日、TBS）
- 松本清張の黒革の手帖（1982年1月4日〜2月8日、テレビ朝日）
- Gメン'75（TBS）
  - 第225話「少年野球チーム誘拐」（1979年9月22日）−兵頭の娘
  - 第344回「真夜中の眼」（1982年1月16日）
- 噂の刑事トミーとマツ2（TBS）
  - 第7回「トミマツふらふら! ジャズダンスに潜入」（1982年2月24日）- 関由利子
  - 第22回「トミマツ呆然! 課長必殺の突撃」（1982年）
- 影の軍団II　第23回「魔の振袖御殿」（1982年3月9日、関西テレビ）
- 裂けた眠り「人妻を狙う催眠術の甘い罠」（1982年5月29日、TBS・ザ・サスペンス）
- 西部警察 PART-II・大都会に舞う男（第2回）」（1982年6月6日、テレビ朝日） - 看護婦
- 家族の中の他人（1982年6月8日、日本テレビ・火曜サスペンス劇場）
- 斬り捨て御免!(3) 第2回「大奥を濡らす魔性の血」（1982年6月16日、テレビ東京）
- ザ・ハングマン(2) 第14回「ニトロ式美容コルセットで悪の減量を!」（1982年9月3日、朝日放送） - 津山友紀子
- 岡っ引どぶ(3)「流人島殺人事件」（1982年11月19日、フジテレビ・時代劇スペシャル）
- 大江戸捜査網　第580回「絶唱 夜霧に燃えた女郎花」（1983年1月29日、テレビ東京） - おすが
- おゆう（1983年4月4日〜9月30日、TBS・ポーラテレビ小説）
- 擬装結婚（1983年4月13日〜6月15日、毎日放送・シリーズ水曜の女）
- 「母に捧げる犯罪・美しい女相続人」（1983年7月9日、テレビ朝日・土曜ワイド劇場）
- どっきり天馬先生(9) 「夜は胸キュン・看護婦さんは眠れない!」（1983年7月25日、CX・月曜ドラマランド）
- 乙女学園男子部どっきり双子先生(1) 「僕達の担任はどっきり!双子先生だった」（1983年11月14日、CX・月曜ドラマランド）
- 激愛・三月までの…（1984年1月19日〜3月29日、TBS）
- 乙女学園男子部どっきり双子先生(4)「乙女チックに騎馬戦を!!」（1984年1月30日、CX・月曜ドラマランド）
- 団地殺人事件II・妻たちの危険な関係（1984年6月2日、TBS・ザ・サスペンス）
- さらば、夏の光よ（1984年7月9日〜9月28日、CBC）
- 強情な女（1984年8月25日、TBS・ザ・サスペンス）
- 必殺仕切人 第3回「もしもお江戸にピラミッドがあったら」（1984年9月14日、朝日放送） - きの
- 毎度おさわがせします(1)（1985年1月8日 - 3月26日、TBS） - 早野圭子
- 意地悪お手伝いさん(3)（1985年1月21日、フジテレビ・月曜ドラマランド）
- 団地日記 PARTI（1985年2月27日、TBS・恋はミステリー劇場）
- ママ、大変だァ!（1985年7月4日〜9月19日、テレビ朝日） - 田坂真理
- 女コロンボ危機一髪!（1985年7月17日、TBS・水曜ドラマスペシャル）
- 妻たちの課外授業（1985年、日本テレビ） - 柳暁美
- モーテルの毒（1986年3月3日、関西テレビ・夏樹静子サスペンス）
- 夏・体験物語(2)（1986年7月29日 - 10月14日、TBS）
- 妻たちの課外授業II(1986年10月〜1987年3月、日本テレビ） - 柳暁美
- あぶない刑事 第23回「策略」（1987年3月8日、日本テレビ） - 根岸友子
- ハングマンGOGO 第3回「横浜・殺しのチャイナドレス!」（1987年6月26日、朝日放送） - あずさ
- ジャングル 第16回「警官が狙われた!」（1987年7月24日、日本テレビ）
- 制作2部青春ドラマ班（1987年10月4日〜12月27日、テレビ朝日）
- わたしの彼を殺した女（1988年4月1日、フジテレビ・JOCX TV2 ミッドナイトドラマシアター）
- 水中バレエ殺人事件（1988年8月20日、テレビ朝日・土曜ワイド劇場）
- 電脳警察サイバーコップ 第6回「狙われた織田！ZAC大ピンチ」（1988年11月6日、日本テレビ）
- 湯の町駅伝・坊主が走る!芸者が走る!ヤッちゃんも走る!（1988年11月8日、朝日放送・火曜スーパーワイド）
- 八代将軍 吉宗（1995年1月8日〜12月10日・NHK大河ドラマ）

### 映画
- 不連続殺人事件（1977年3月15日・ATG、タツミキカク）－女中役
- 俺の空（1977年5月28日・東宝）－黒崎亜矢役
- らしゃめん（1977年9月3日・東映京都撮影所）－お絹役
- 日本の首領 野望篇（1977年10月29日・東映京都撮影所）－前田寿子役
- 冬の華（1978年6月17日・東映）－ウェイトレス役
- 赤い暴行（1980年1月5日・にっかつ）－赤木美奈役
- レイプハンター 狙われた女（1980年2月2日・にっかつ）－中原冬子役
- キャバレー日記（1982年6月25日・にっかつ）－淳子役

### バラエティ
- こちらデスク（1980年）

### CM
- アノン